# Harpia

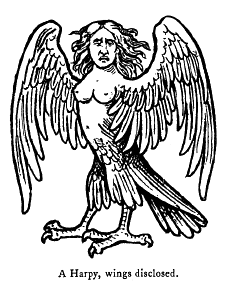
Ilustração de uma harpia.

As harpias (em grego, αρπυια) são criaturas da mitologia grega, frequentemente representadas como aves de rapina com rosto de mulher e seios. Na história de Jasão, as harpias foram enviadas para punir o cego rei trácio Fineu, roubando-lhe a comida em todas as refeições. Os argonautas Zetes e Calais, filhos de Bóreas e Orítia, libertaram Fineu das hárpias, que, em agradecimento, mostrou a Jasão e os argonautas o caminho para passar pelas Simplégades. Eneias e seus companheiros, depois da queda de Troia, na viagem em direção à Itália, pararam na ilha das harpias; mataram animais dos rebanhos delas, atacaram-nas quando elas roubaram as carnes, e ouviram de uma das harpias terríveis profecias a respeito do resto da sua viagem.
Segundo Hesíodo, as harpias eram irmãs de Íris, filhas de Taumante e a oceânide Electra, e seus nomes eram Aelo (a borrasca), Celeno (a obscura) e Ocípete (a rápida no voo). Higino lista os filhos de Taumante e Electra como Íris e as harpias, Celeno, Ocípete e Aelo, mas, logo depois, dá as harpias como filhas de Taumante e Oxomene.
As harpias são referidas na Eneida de Virgílio como residindo nas Estrófades, um pequeno arquipélago do mar Jónico, à entrada do Orcus, ou numa gruta em Creta, por Apolónio.

## Aelo
Aelo (Ἀελλώ) é uma harpia cujo nome em grego significa "a borrasca".

## Ocípete
Ocípete (Οκύπητη) é uma harpia cujo nome em grego significa "a rápida no voo".

## Celeno
Celeno (Κελαινώ) é uma harpia cujo nome em grego significa "a obscura". Também é chamada de Podarge (Ροδάργη). Em outras versões em vez de harpia, Celeno uma das sete plêiades, filha de Atlas e Pleione.